# Britse Maagdeneilanden
De Britse Maagdeneilanden (Engels: British Virgin Islands) zijn een eilandengroep die deel uitmaakt van de Antillen in het Caraïbisch gebied. De eilandengroep bestaat uit meer dan vijftig eilanden. De hoofdstad is Road Town en in 2010 woonden er 28.054 mensen. De Britse Maagdeneilanden maken deel uit van de Britse overzeese gebieden. Nederlands onderzoek toont aan dat de Britse Maagdeneilanden het grootste belastingparadijs ter wereld zijn. De vier belangrijkste eilanden zijn Tortola, Virgin Gorda, Anegada, en Jost Van Dyke.

## Geschiedenis
Rond 300 v.Chr arriveerden de Ciboney inheemsen uit Venezuela op Tortola. Rond 200 n.Chr werd het eiland veroverd door de Arowakken. In de 14e eeuw werd het veroverd door de Cariben die de Arowakken tot slaaf maakten. In 1493 werd het eiland ontdekt door Christoffel Columbus en vernoemd naar Ursula en haar 11.000 maagden. De eilanden werden verschillende keren bezocht door de Spanjaarden en de Britten, maar werden niet gekoloniseerd, en waren bijna onbewoond.
In 1615 meldden Spaanse bronnen dat de Nederlandse kaper Joost van Dyk zich op Tortola had gevestigd. In 1627 werd het eiland Anegada geclaimd door het Verenigd Koninkrijk voor James Hay, de Graaf van Carlisle, maar werd niet gekoloniseerd. In 1648 werd door de West-Indische Compagnie een post gesticht op Tortola, en werd het officieel onderdeel van de Nederlandse Maagdeneilanden.
In 1672 werd Tortola veroverd door het Verenigd Koninkrijk. In 1680 werden de Maagdeneilanden verdeeld in de Britse Maagdeneilanden en Deens-West-Indië. Vanaf 1680 werden de andere eilanden gekoloniseerd door het Verenigd Koninkrijk, maar piraten bleven actief in de regio gedurende de 17e en 18e eeuw. Spanish Town in Virgin Gorda was van 1680 tot 1741 de hoofdplaats van de eilanden, en werd opgevolgd door Road Town op Tortola.
Er werden suikerrietplantages gesticht op de eilanden, en slaven werden uit Afrika gehaald. In 1834 werd de slavernij afgeschaft. De meeste plantages hielden op te bestaan in de 19e eeuw en de plantagehouders keerden terug naar Engeland. In 1832 werden de eilanden onderdeel van de Britse Benedenwindse Eilanden.
In 1958 namen de Britse Maagdeneilanden niet deel aan de West-Indische Federatie, en bleven apart. In 1960 werden de Britse Maagdeneilanden een officiële zelfstandige Britse kolonie die in 1967 beperkte autonomie kregen. In de tweede helft van de 20e eeuw werden toerisme en het offshorebankieren de belangrijkste pilaren van de economie. In 2002 werd het een Britse overzeese gebied, en in 2007 kregen de eilanden een grondwet met meer autonomie. In 2017 werden de eilanden zwaar getroffen door orkaan Irma.

## Geografie

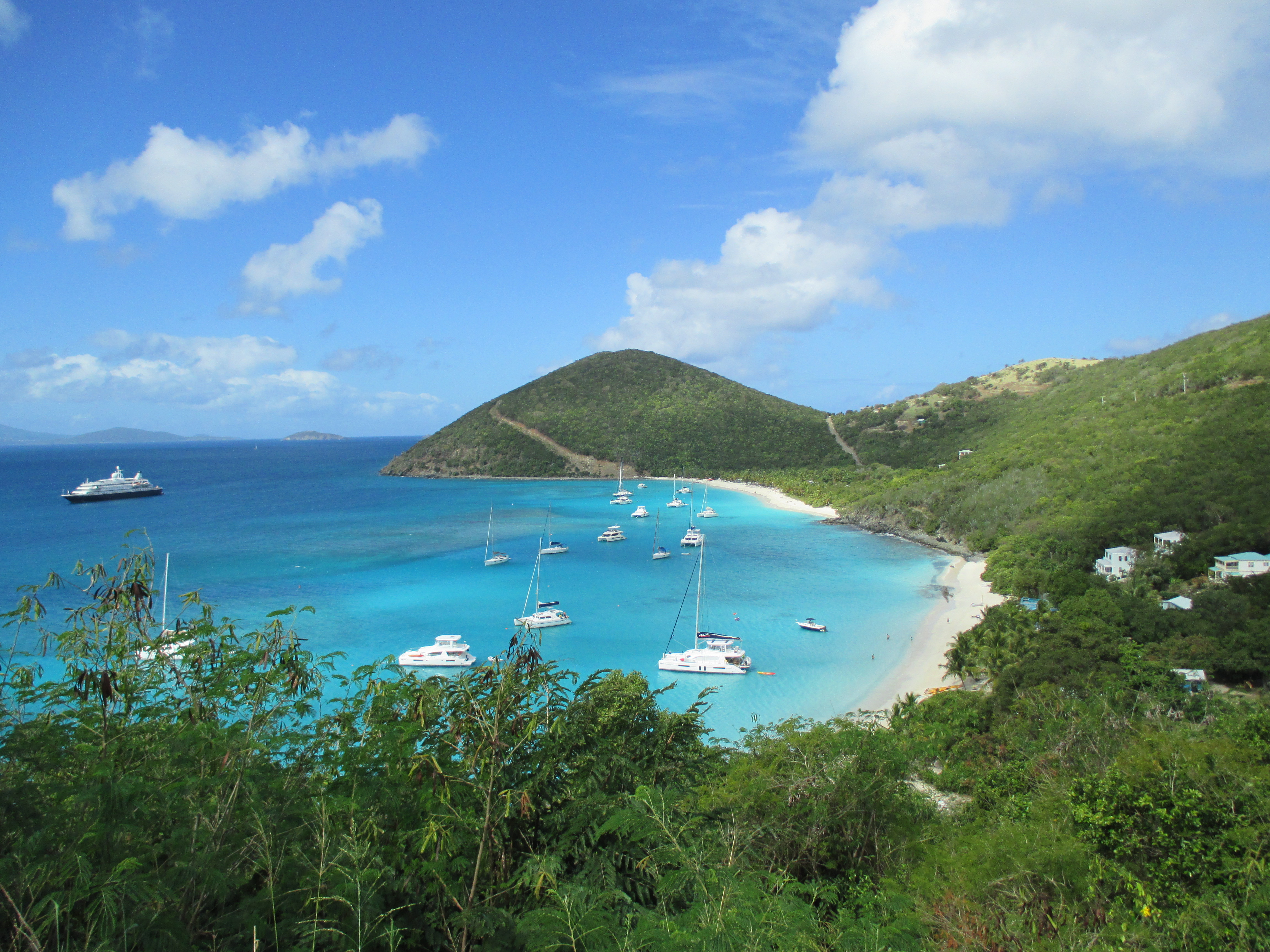
Jost van Dyke

De semi-tropische Caraïbische eilanden zijn gelegen ten oosten van de Amerikaanse Maagdeneilanden en ten westen van de Bovenwindse Eilanden. De archipel bestaat uit:
- Anegada
- Beef Island
- Cooper Island
- Dead Chest Island
- Frenchman's Cay
- Ginger Island
- Jost Van Dyke
- Necker Island
- Norman Island
- Peter Island
- Salt Island
- Tortola
- Virgin Gorda

Daarnaast zijn er een groot aantal kleinere eilandjes rond Sir Francis Drake Channel.

### Geologie

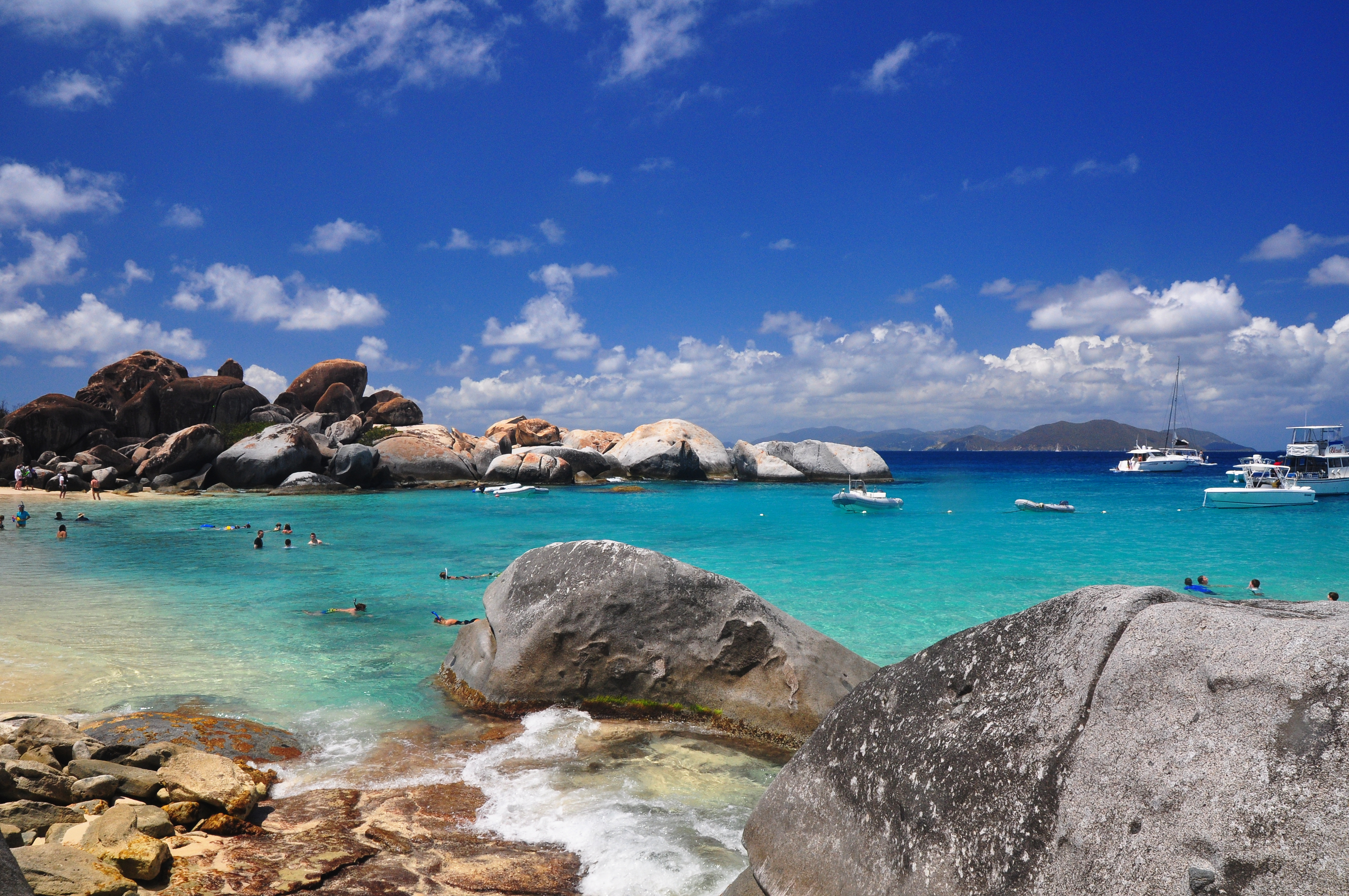
The Baths

De Maagdeneilanden en Puerto Rico bevinden zich ten westen van de Anegadatrog en zijn van vulkanische oorsprong. Anegeda bevindt zich ten oosten van de trog, en is een koraalrif dat naar boven is gekomen. De Britse Maagdeneilanden worden gerekend tot de Kleine Antillen, maar zijn geografisch onderdeel van de Grote Antillen met uitzondering van Anegada.
De vulkanen die de eilanden hebben gevormd zijn niet meer actief, maar bij de Britse Maagdeneilanden ligt de convergente plaatgrens tussen de Caribische en de Noord-Amerikaanse Plaat. De botsing tussen de twee platen veroorzaakt aardbevingen en tsunami's in het gebied.
The Baths is een nationaal park in het zuidenwesten van Virgin Gorda waar granieten rotsblokken voorkomen die waren ontstaan door de afkoeling van magma. Sommige rotsblokken vormen grotten op het strand.

### Natuur

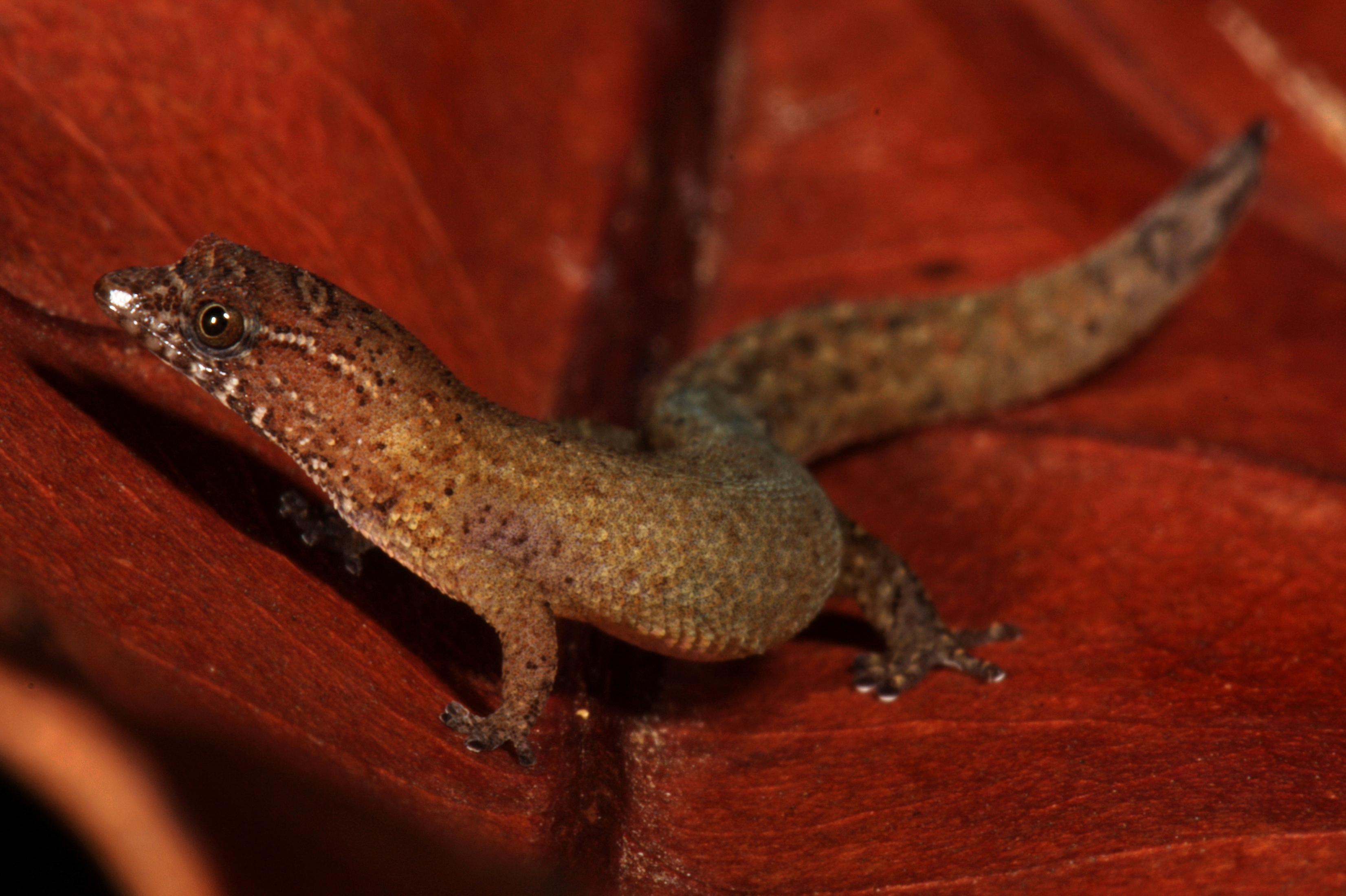
Sphaerodactylus parthenopion

De eilanden zijn droog en hebben een dunne bodemlaag. Het grootste gedeelte van de eilanden is begroeid met dicht struikgewas en cactussen. De noordkant van Mount Sage op Tortola bevat tropisch regenwoud, en de zuidkant droog woud. Droog woud wordt ook aangetroffen rond de berg Gorda Peak in Virgin Gorda.
Endemische dieren zijn de bedreigde gecko Sphaerodactylus parthenopion en de leguaan Cyclura pinguis die alleen nog maar op Anegada voorkwam. De leguaan is uitgezet op kleine privé-eilanden maar wordt beschouwd als ernstig bedreigd. De hagedis Anolis ernestwilliamsi, en de slang Borikenophis portoricensis komt alleen voor op de Britse Maagdeneilanden en Puerto Rico.

### Klimaat

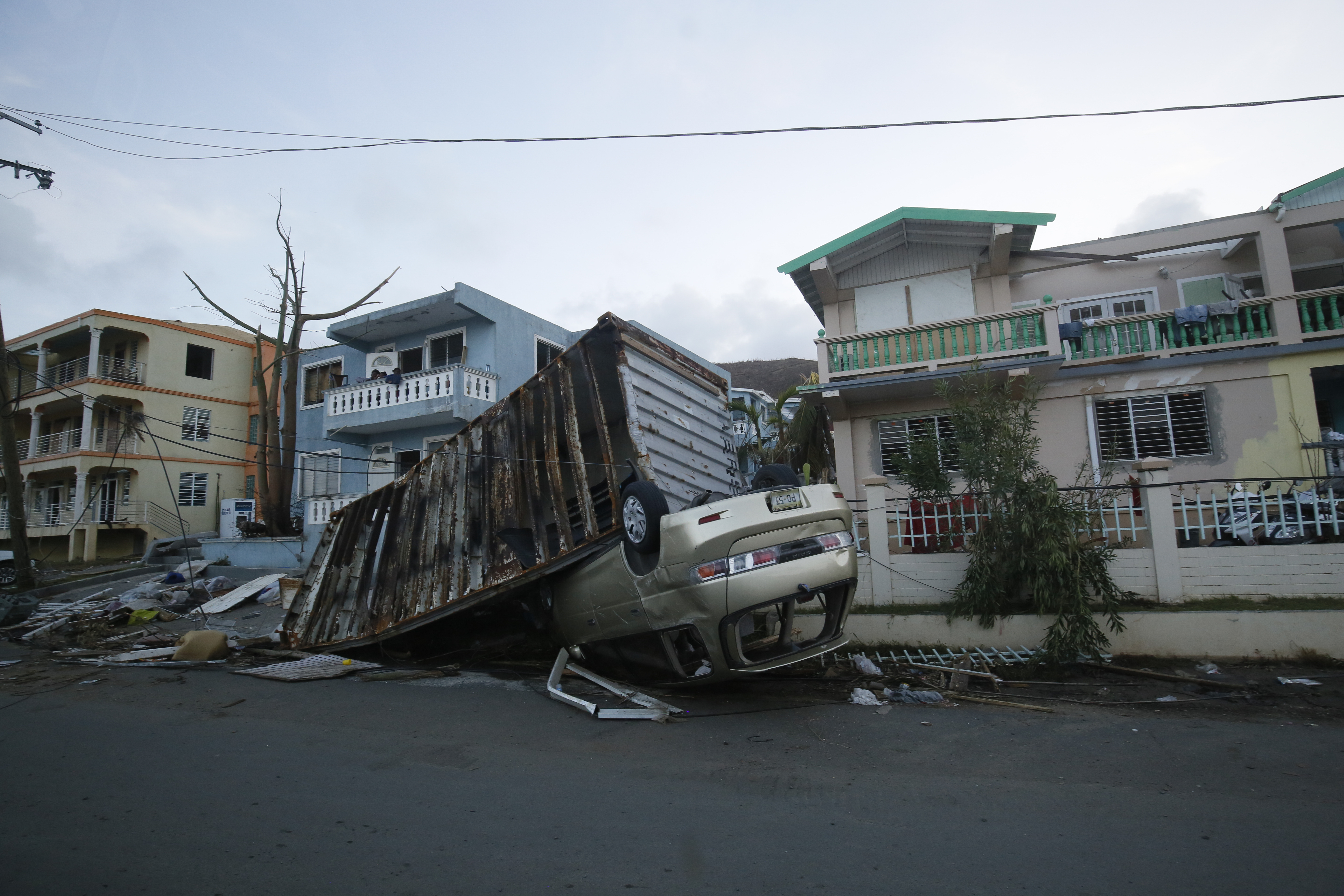
Auto onder een container na orkaan Irma (2017)

Op de eilanden heerst een subtropisch klimaat, waardoor de temperatuur nauwelijks varieert. De gemiddelde temperaturen zijn 29 °C in de zomer en 25 °C 's winters. Per jaar valt er ongeveer 115 millimeter neerslag die vooral tussen september en december valt. Er waait vrijwel altijd een noordoostenwind. De eilanden zijn droog zonder permanente rivieren, en drinkwater moet worden geïmporteerd.

## Demografie
Op de eilanden wonen vooral nazaten van door de Britten tot slaaf gemaakte Afrikanen, de Afro-Caraïbische bevolking. Daarnaast wonen er redelijk wat nazaten van kolonisten uit het Verenigd Koninkrijk.
Tijdens de census van 2010 was de samenstelling van de bevolking als volgt::57
- Afrikaans 76,9%
- Hispanic 5,5%
- Europees 5,4%
- Gemengd 5,3%
- Oost-Indisch 1,6%
- Inheemse bevolking 0,2%

Ook bleek uit de census dat de christelijke kerk het grootst is met 83% (daarvan waren 18,1% methodist, 9,8% anglicaans, 9,1% katholiek en de rest protestant).:59

## Vervoer

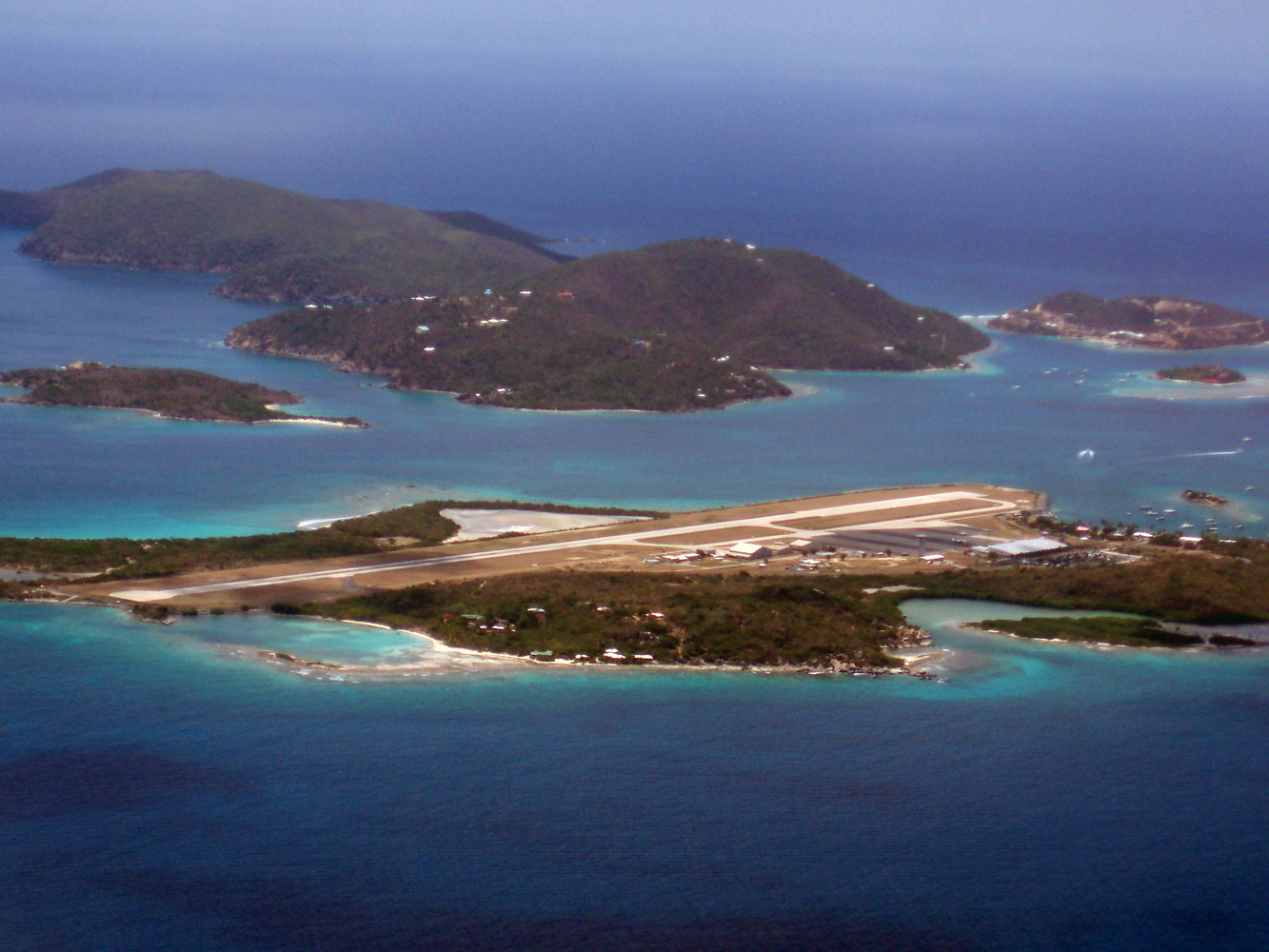
Terrance B. Lettsome International Airport

Er zijn twee vliegvelden met verharde landingsbanen en één met onverharde op de eilanden; de belangrijkste op Beef Island, bij Tortola: Terrance B. Lettsome International Airport. De andere vliegvelden liggen op Virgin Gorda en Anegada. Daarnaast is er een haven bij Road Town en is er 113 km aan verharde weg.
Er is openbaar vervoer naar de belangrijkste toeristische plekken, en er zijn taxi's op de eilanden. Boten zijn het beste vervoersmiddel op de eilanden. Voor het huren van een auto is een lokaal rijbewijs is verplicht en tegen betaling af te halen. De snelheidslimiet binnen de bebouwde kom is 32 km/u (20 mph) en 80 km/u (50 mph) buiten de bebouwde kom, en er moet rekening worden gehouden met loslopend vee. Het verkeer rijdt links.

## Economie
De economie van de Britse Maagdeneilanden wordt gedomineerd door toerisme en offshore bankieren. Het land heeft een handelstekort. Het belangrijkste exportproduct in 2020 waren schepen, en de belangrijkste handelspartner was Cyprus en Italië. Fruitteelt was tot de jaren 1970 belangrijk, maar is sindsdien beperkt tot interne consumptie. De visserij blijft een belangrijke rol spelen. De Britse Maagdeneilanden is een belangrijk belastingparadijs vanwege de strikte geheimhouding van de eigenaren van bedrijven. In juni 2016 waren er 430.000 bedrijven geregistreerd.

## Galerij

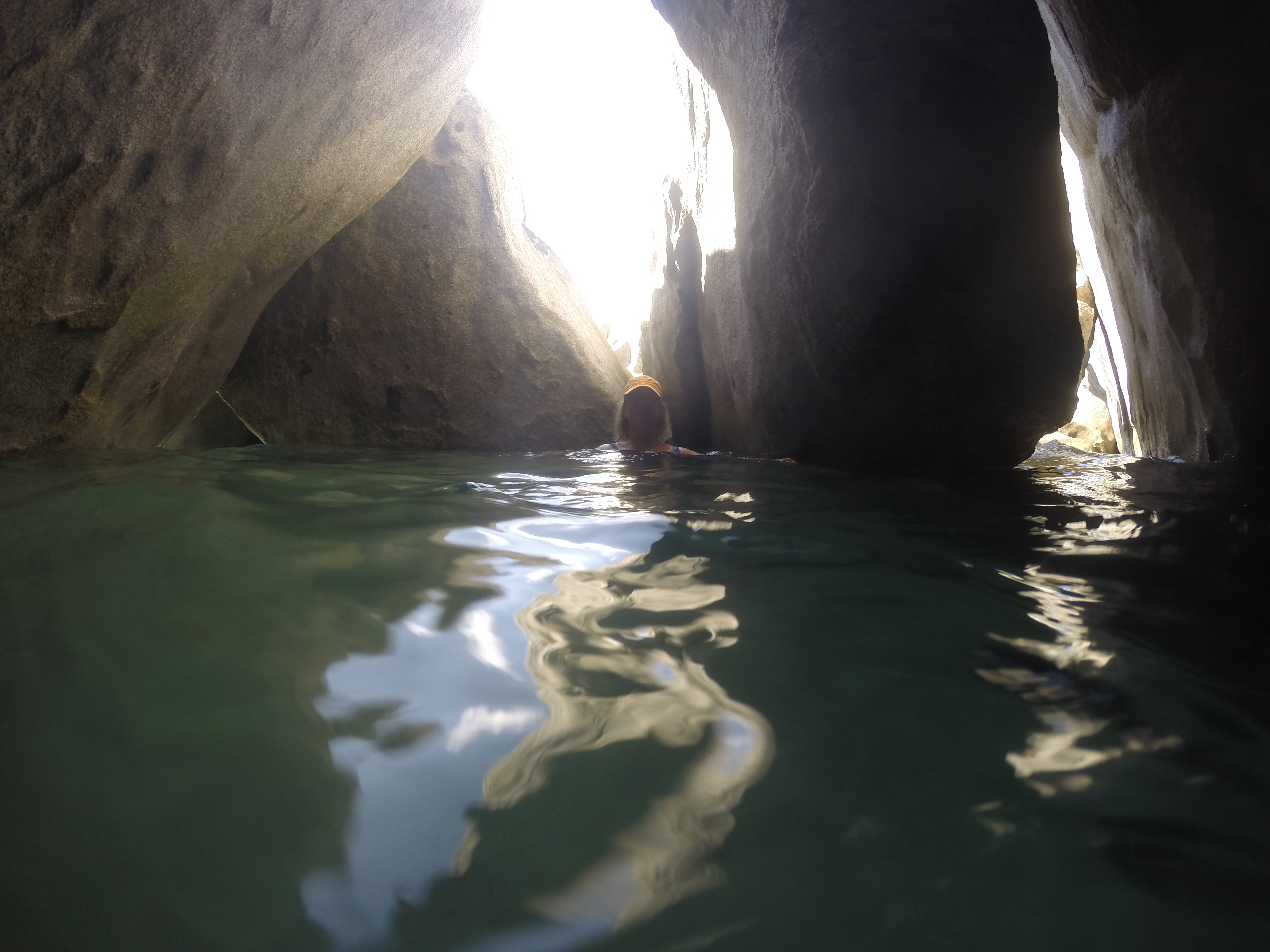
Grotten van The Baths op Virgin Gorda
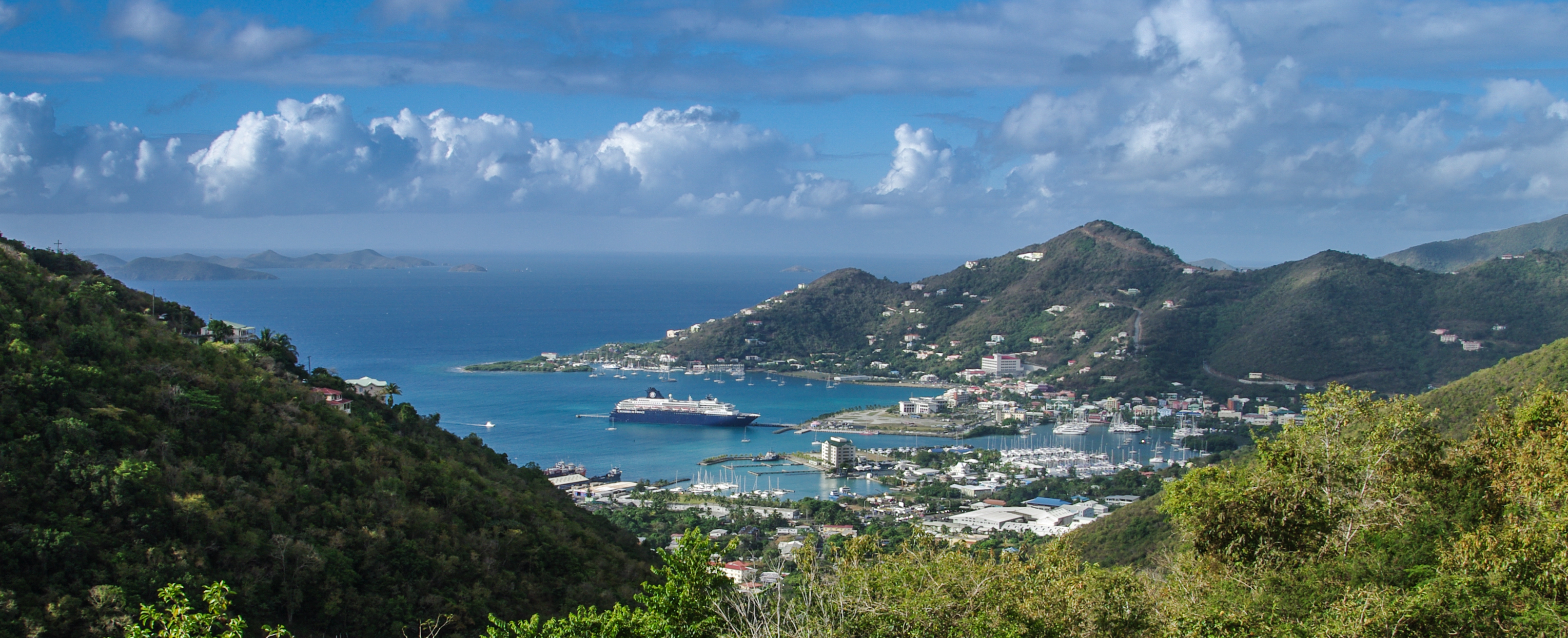
Zicht op Road Town
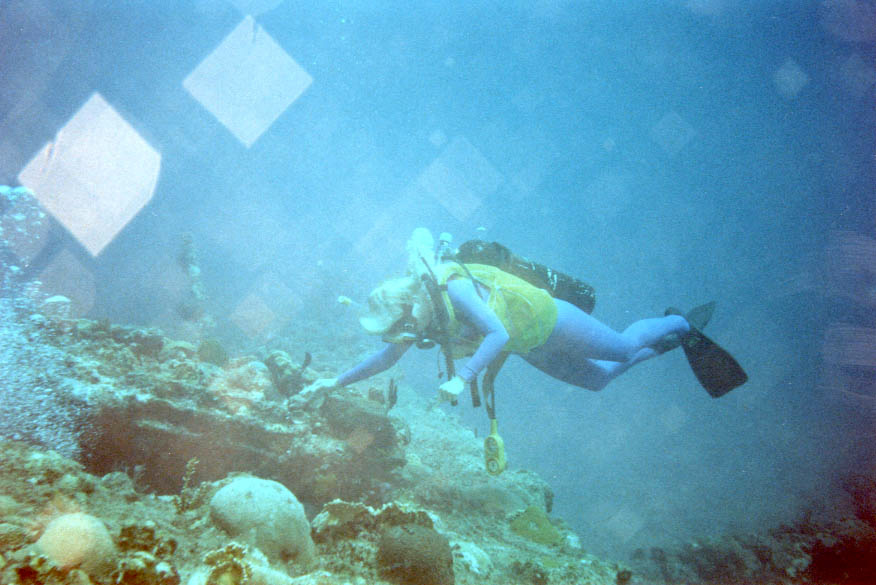
Scheepswrak van RMS Rhone bij Salt Island
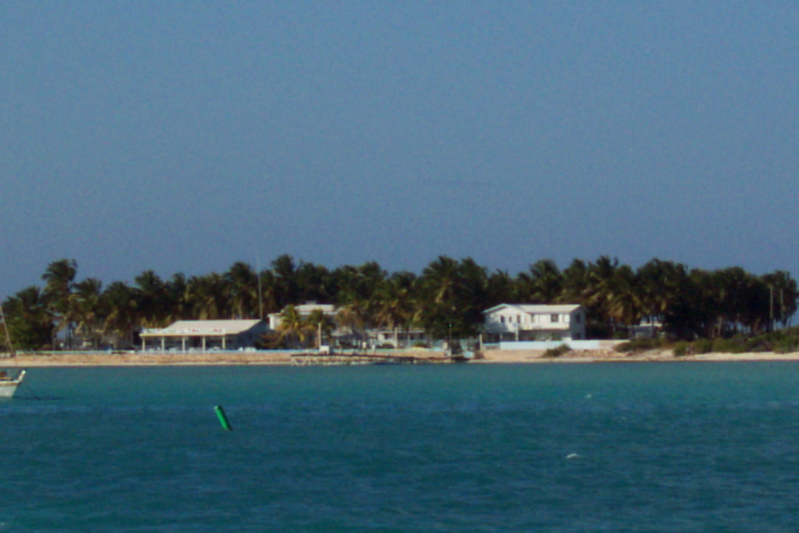
Haven van Anegada

Akrotiri en Dhekelia · Anguilla · Bermuda · Brits Antarctisch Territorium · Brits Indische Oceaanterritorium · Britse Maagdeneilanden · Falklandeilanden · Gibraltar · Kaaimaneilanden · Montserrat · Pitcairneilanden · Sint-Helena, Ascension en Tristan da Cunha · Turks- en Caicoseilanden · Zuid-Georgia en de Zuidelijke Sandwicheilanden
Brits Kroonbezit: Guernsey · Jersey · Man
Antigua en Barbuda · Bahama's · Barbados · Belize · Canada · Costa Rica · Cuba · Dominica · Dominicaanse Republiek · El Salvador · Grenada · Guatemala · Haïti · Honduras · Jamaica · Mexico · Nicaragua · Panama · Saint Kitts en Nevis · Saint Lucia · Saint Vincent en de Grenadines · Trinidad en Tobago · Verenigde Staten

Land van het Koninkrijk der Nederlanden: Aruba · Curaçao · Sint Maarten

Nederlands openbaar lichaam: Bonaire · Sint Eustatius · Saba

Frans overzees departement: Guadeloupe · Martinique

Overzees gebied van het Verenigd Koninkrijk: Anguilla · Bermuda · Britse Maagdeneilanden · Kaaimaneilanden · Montserrat · Turks- en Caicoseilanden

Overige gebieden: Amerikaanse Maagdeneilanden · Clipperton · Groenland · Puerto Rico · Saint-Barthélemy · Saint-Martin · Saint-Pierre en Miquelon
- Gemeinsame Normdatei: 4063590-9
- KulturNav: 0ca54763-39a6-4198-9b26-d60d58c4ccbe
- Library of Congress Control Number: n82031609
- MusicBrainz: 8562c2e5-eabb-3fad-96f2-f536a93a2957
- National Archives and Records Administration: 10044948
- Nationale Bibliotheek van Tsjechië: ge212910
- Nationale Bibliotheek van Israël: 987007559748205171
- Trove: 796293
- Virtual International Authority File: 124830565
- WorldCat: E39QbtfRqFqF6hp9JGddycvYGB